# Prophète (judaïsme)
Pour les articles homonymes, voir Prophète (homonymie).

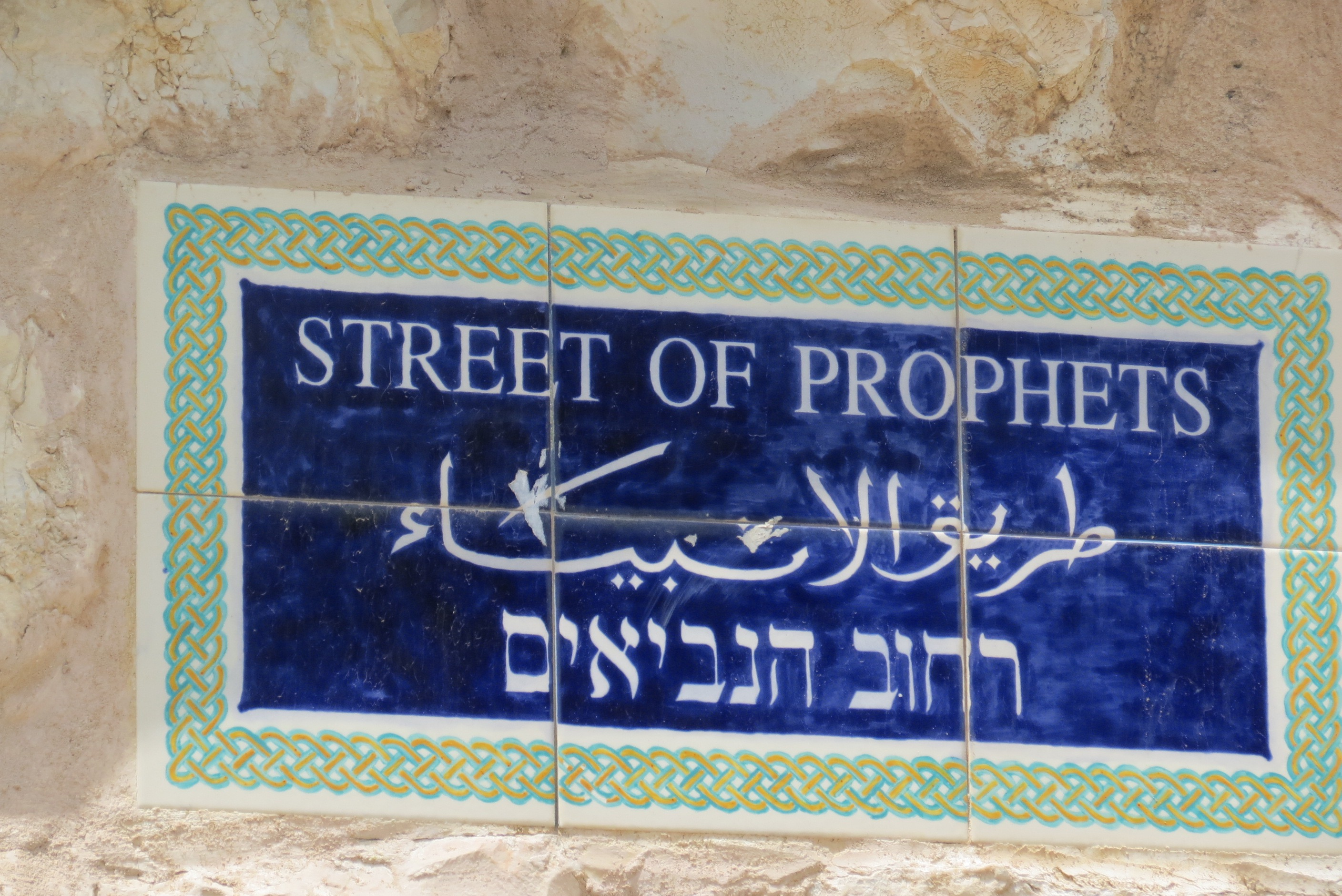
Rue des Prophètes à Jérusalem

Dans le judaïsme, l'expression « les Prophètes » fait référence aux prophètes juifs de l'époque du premier Temple, qui, pour la plupart visionnaires, appelaient le peuple juif renégat à redevenir des Juifs authentiques donc pieux. 
Cette expression peut aussi faire référence dans de nombreux cas à la deuxième partie de la Bible juive, suivant la Torah (Pentateuque) ou la Loi, et précédant les Hagiographes (ou Ketouvim en hébreu, soit « Autres Écrits »). Cette partie de la Bible est appelée Nevi'im (en hébreu נביאים / nébīīm, « Prophètes »), ou Livres prophétiques, Livres des Prophètes ou simplement de Prophètes, en français. Elle est partagée en trois parties : « les Premiers Prophètes », « les Deuxièmes Prophètes », et « les Douze (prophètes) ». Ce partage est fondé sur le contenu de ses parties et non sur leur suite chronologique.

## Les Premiers Prophètes
Cette première partie contient les livres de Josué, des Juges, de Samuel ainsi que des Rois. Les plus connus d'entre eux sont Josué lui-même, Samuel, Élie ainsi que son élève Élisée.

## Les Deuxièmes Prophètes
La partie des Deuxièmes prophètes contiennent les prophéties d'Isaïe, de Jérémie et d'Ézechiel, d'où le nom des livres.

## Les Douze
Les douze prophètes sont les prophètes « mineurs » (ou dits « Petits prophètes »), et leurs livres sont les plus courts. Cette partie contient donc les prophéties d'Osée, Joël, Amos, Abdias, Jonas, Michée, Nahum, Habacuc, Sophonie, Aggée, Zacharie et Malachie, les trois derniers étant selon la tradition juive les trois derniers prophètes d'Israël chronologiquement parlant.

## La prophétie dans le judaïsme
La prophétie dans le judaïsme fait partie de la pleine vie du peuple juif, c'est-à-dire ceux observant la Torah en vivant sur sa terre. 
Les prophètes appartiennent à la famille des « porteurs de parole ». Dans la Bible, le porte-parole de Dieu est appelé « prophète », « voyant », « visionnaire » ou « homme de Dieu », ce qui « indique qu'à l'origine, ces mots désignaient des activités différentes », jusqu'à devenir synonymiques.
Si les prophètes hébreux parlent au nom du Dieu d'Israël (YHWH) au peuple d'Israël (descendants de Jacob), c'est qu'ils tiennent leur vocation d'une intervention de Dieu qu'ils ont vu ou qui les a conduits vers lui. Poussés ainsi par une force qui les domine, ils peuvent accomplir parfois des actes étranges et des miracles. 
Il existe d'ailleurs une tradition bien connue qui dit que dès (597 av. J.-C.) le premier exil d'Israël de sa terre, Dieu s'est arrêté de se dévoiler par la prophétie jusqu'à la venue du Messie accompagnée par la délivrance finale. En attendant, croient les Juifs, Dieu se dévoile dans l'Histoire, dans leurs actes et dans leurs études saintes.

### Prophétisme en Israël ancien
Pour l'Encyclopædia Universalis, « C'est sur sa terre qu'Israël verra se développer le prophétisme, d'abord avec Nathan ». 
La Bible hébraïque « admet l'existence d'un prophétisme non israélite (Nombres, XXII-XXIV : Balaam ; I Rois, XVIII : les prophètes de Baal), ce que confirme l'étude du Proche-Orient ancien ». 

#### Rôle
Les spécialistes divergent sur le rôle joué par les prophètes en Israël antique. Tour à tour conservateurs, réformateurs, révolutionnaires, soit ils occupent une fonction officielle, soit sont imprévisibles dans leurs interventions. Souvent dérangeants, intransigeants dans leurs paroles, fauteurs de troubles, provocants dans leur attitude vis-à-vis du pouvoir qui ne les impressionne en rien, ils ont leur franc-parler et se montrent désintéressés au point d’aller jusqu’au bout de ce qu’ils ont à dire, quitte à en pâtir eux-mêmes pour ce qu'ils ont dénoncé. Ainsi, se heurtent-ils violemment aux autorités établies des royaumes d'Israël et de Juda, venant à la rescousse d'un clergé défaillant ou prêchant « un monothéisme moral jusque-là inédit dans le Proche-Orient ancien », sans jamais bouleverser la tradition religieuse d'Israël car ils ne sont pas des innovateurs. Ils se trouvent ainsi parfois dans la « position d’un marginal qui doit lutter contre des adversaires ».     
Les prophètes se sont cependant sentis libres dans la mesure où ils se savaient liés à l'Eternel de qui « ils tenaient leur mission, et de sa seule gloire ils avaient à rendre compte » (sanctification du nom de Dieu). Comme ils n'ont aucune preuve contraignante de ce que Dieu les envoie, ils réclament de leurs auditeurs d’être crus sur parole.    

### Prophéties

#### Formes
« Les prophètes ont agi par leurs paroles et par leurs gestes symboliques ». Orateurs en premier lieu, leurs déclarations sont principalement entendues mais plus tard, poussés par la nécessité, eux ou leurs disciples se mettent à écrire leurs oracles qui forment ensuite les livres prophétiques connus dans leur présentation actuelle. 
Pour communiquer la parole de Dieu à leur peuple, les prophètes juifs empruntent aux traditions d'Israël les diverses formules qu'ils utilisent. Leurs oracles sont souvent introduits par l'expression « Ainsi parle l'Éternel... ». Le message prophétique s'appuie sur différentes formes linguistiques révélant la bonne connaissance des prophètes de la vie profane et religieuse de leur temps : paraboles, élégies, liturgies, prédications deutéronomiste, poésie allégorique, hymnes, disputes, oracles sacerdotaux du salut...

#### Messages
Le message prophétique montre principalement un souci de la défense du droit et de la Loi en Israël, aussi une réserve à l'égard de certaines pratiques religieuses des contemporains et un intérêt particulier pour l'histoire « qui devient, grâce à l'interprétation prophétique, une parole de Dieu » dans l'attente de l'intervention divine et du messie.
Si elle est parfois alarmiste, la prophétie « n’enferme jamais ses destinataires dans une impasse sans espoir ».
Pour les croyants, bien que répondant à leurs propres règles, les prophéties annoncées dans la Torah s'accomplissent dans leurs moindres détails des centaines ou des milliers d’années plus tard.

### Vrais ou faux prophètes
Le bibliste Pietro Bovati écrit : « L’histoire d’Israël voit se déployer un paradoxe : d’une part, il y a la certitude de la présence active du Seigneur qui a promis de susciter les prophètes et de guider ainsi […] tous les membres du peuple dans la voie de la bénédiction ; de l’autre, il y a l’incertitude totale quand il s’agit de déterminer à qui il faut se fier. […] une question de discernement complémentaire à la disponibilité même à écouter. Le risque de faire crédit au mensonge, le danger de se perdre en suivant les paroles d’un homme qui trompe, déterminent en réalité une méfiance générale à l’égard des prophètes ». Les pouvoirs en place (roi, juges, prêtres) ne peuvent eux-mêmes discerner la vraie prophétie à partir de leur logique institutionnelle.
Les critères permettant à Israël de reconnaître le vrai prophète sont en général son comportement, son désintéressement, son indépendance voire sa marginalité. Un critère semble fondamental, c'est la fidélité à l’Alliance et à la Torah : « si quelqu’un entraîne Israël dans l’impasse ou s’il l’invite à oublier son Dieu », il ne peut jamais être son prophète, affirment Deutéronome et Jérémie,.
Une parole prophétique est éminemment liée au moment où elle est prononcée, et « un même oracle peut être trompeur ou divinement inspiré — et, donc, le prophète qui le prononce peut être faux ou vrai — selon qu’il résonne dans tel ou tel contexte ».  
De plus, la manipulation par un faux prophète peut être inconsciente : il trompe les autres parce qu’il se trompe lui-même. 
En somme, il n’y a pas de critère absolu pour discerner les prophètes car dans l’Histoire, rien jamais n’est entièrement clair, toute certitude peut être illusion. Aussi, l’auditeur est-il renvoyé à lui-même pour un choix, avec sa part de risque. « Peut-être, d’ailleurs, est-ce en cela que cette parole — vraie ou fausse — est prophétique : en ce qu’elle renvoie son auditeur à sa liberté, à sa responsabilité d’homme et de croyant ».

#### Mises en garde
Dans la Bible hébraïque, plusieurs avertissements mettent en garde le peuple juif contre les faux prophètes.
« Ne faites pas attention aux paroles des prophètes qui prophétisent pour vous, ils vous leurrent : vision de leur imagination, ce qu’ils disent ; cela ne vient pas de la bouche du Seigneur » (Jr  23,16)
Cependant, si Michée ou Isaïe affirment parler et agir sous l’emprise de l’Esprit de Dieu, Amos, Jérémie ou Zacharie ont eux-mêmes des visions et sont considérés comme des prophètes authentiques ,. De manière générale, les prophètes reconnus authentiques n’échappent pas toujours aux critiques visant leurs concurrents. 

Le message de certains faux prophètes est plus traditionnel que celui des vrais. Ainsi, dans la ligne d’Isaïe (12:12), Ananie (Hananiah) annonce-t-il le salut de Jérusalem, tandis que Jérémie prédit sa ruine (Jr 28). Les faux prophètes préfèrent annoncer la paix et le bonheur pour bercer ainsi le peuple et ses chefs, en leur adressant des paroles rassurantes qui leur évitent de devoir se mettre en question :
« Ces prophètes ont égaré mon peuple en disant “Paix !”, alors qu’il n’y a point de paix », se plaint Ezéchiel. 
Bien que les textes de certains vrais prophètes comme Joël, Michée ou Sophonie n'évoquent aucun envoi ni mission ni mandat divins, Jérémie ou Ezéchiel dénient à ceux qu’ils dénigrent comme faux prophètes toute mission venant de Dieu, :
« Le Seigneur me dit : “C’est faux ce que ces prophètes prophétisent en mon nom. Je ne les ai pas envoyés, je ne leur ai rien demandé, je ne leur ai pas parlé” », affirme Jérémie.
« Le Deutéronome évoque la possibilité que se lèvent des prophètes dont la parole s’appuiera sur des prodiges, mais qui, ensuite, entraîneront le peuple juif dans les voies de l’apostasie » :
« Si le prophète dit : “Suivons d’autres dieux et servons-les” — des dieux que tu ne connais pas ! —, tu n’écouteras pas les paroles de ce prophète ou les visions de ce visionnaire ».
Un vrai prophète est aussi celui dont la parole se réalise - ou se réalisera. L'Histoire lui donne - ou lui donnera raison. Cependant, la réalisation immédiate est rare dans le texte. Ce critère fonctionne donc seulement a posteriori — ce qui le fragilise puisque « c’est dans le présent que la parole prophétique réclame d’être crue ». 
« Quand ce que tu auras dit arrivera — et voilà que cela arrive —, ils sauront qu’il y a un prophète parmi eux », selon Ezéchiel.

### Talmud et pensée juive
La prophétie est un fondement indispensable du judaïsme ; le théologien Moïse Maïmonide la compte comme l’un des 13 principes de Foi fondamentaux.
Le Talmud enseigne (Chabbat 92a) que la prophétie ne peut se dévoiler que sur un humain intelligent, fort, riche, humble, grand de taille selon une version.
Les sages enseignent également que lors d'une prophétie, le prophète devient inconscient jusqu'à même s'évanouir, étant donné l'incapacité humaine de capter la grandeur spirituelle que contient la prophétie dans son essence. Ce phénomène était vrai pour presque tous les prophètes. Une des exceptions est Moïse, le plus grand des prophètes et leurs maîtres, avec qui Dieu parlait comme un homme à son prochain.
Par ailleurs, la prophétie n'est pas exclusivement chose masculine dans le judaïsme : le Talmud énumère sept femmes auxquelles Dieu s'est dévoilé : Sarah, Myriam, Débora, Hanna, Abigaïl, Houldah et Esther.                     
Au même endroit, le Talmud dit qu'en fait, il y avait bien plus de prophètes que ceux énumérés plus haut (en somme 1 200 000 prophètes), mais seulement les prophètes dont les prophéties étaient nécessaires à long terme ont reçu une place dans la Bible.
Dans le judaïsme rabbinique, une voix était connue sous le nom de bat kol (בַּת⁠ קוֹל baṯ qōl, littéralement « fille de la voix »), qui était une « voix céleste ou divine proclamant la volonté ou le jugement de Dieu ». Cela différait de la prophétie en ce que Dieu avait une relation étroite avec le prophète, tandis que le bat kol pouvait être entendu par n'importe quel individu ou groupe, quel que soit son niveau de connexion avec Dieu.
« Au début du XXe siècle, des critiques ont vu en eux avant tout des prédicateurs intervenant dans les affaires publiques de leur temps, ils ont souligné cependant la modernité de leurs préoccupations éthiques ».

## Chronologie des Prophètes
Frise chronologique d'après le livre La Bible et l'invention de l'histoire, de Mario Liverani (2008) (Voir recension).  
Cette frise présente l'époque durant laquelle chaque prophète aurait vécu, et non la période où le texte portant son nom aurait été rédigé. 